# My Andromedae
μ Andromedae (My Andromedae, kurz μ And) ist mit einer scheinbaren Helligkeit von 3,87m ein mit dem bloßen Auge recht gut erkennbarer Stern des Sternbilds Andromeda. Er befindet sich etwa 4 Grad nordöstlich des hellen Sterns Mirach (β And), und entlang der Verbindungslinie beider Sterne noch einige Grad nordöstlich von μ And kann die Andromedagalaxie (M31) aufgefunden werden. Nach Parallaxen-Messungen der Raumsonde Gaia ist μ And circa 122 Lichtjahre von der Erde entfernt.
Gemäß seinem Spektrum ist μ And ein Hauptreihenstern der Spektralklasse A5 V. Seine Leuchtkraft beträgt etwa 35 Sonnenleuchtkräfte und die effektive Temperatur seiner äußeren Atmosphäre 7960 Kelvin. Der Astronom Jim Kaler geht von einer etwas höheren Effektivtemperatur von 8090 Kelvin aus. Auf diesen Werten basierende Sternmodellrechnungen führen zum Ergebnis, dass der Stern etwa 3,0 Sonnendurchmesser besitzt, während direkte interferometrische Messungen seines Winkeldurchmessers einen etwas geringeren Wert von 2,8 Sonnendurchmessern ergeben. Die Masse von μ And beträgt ungefähr 2,3 Sonnenmassen. Er dreht sich mit einer hohen projizierten Rotationsgeschwindigkeit von 74 km/s um seine Achse, was zu einer Rotationszeit unter zwei Tagen führt. Der Stern ist rund 600 Millionen Jahre alt, und wenn er etwa ein Alter von 710 Millionen Jahren erreicht hat, wird seine Lebensphase des Wasserstoffbrennens zu Ende gehen und er sich zu einem Roten Riesen aufblähen.
μ And scheint von einer kleineren Trümmerscheibe umgeben zu sein, die auf die mögliche Existenz von Planeten um den Stern schließen lässt. Im Jahr 2016 wurde entdeckt, dass er ein enger Doppelstern ist. Der Begleiter umrundet den Hauptstern in circa 550, 7 Tagen auf einer stark elliptischen Bahn, die eine Exzentrizität von 0,84 aufweist. Die Inklination der  Bahnebene beträgt etwa 52,5°, die große Halbachse 46,7 Millibogensekunden.
Daneben besitzt μ And drei lichtschwache, im Washington Double Star Catalog verzeichnete Begleiter, nämlich die Sterne μ And B (Katalogbezeichnung UCAC3 258-7710), μ And C (Katalogbezeichnung UCAC2 45109045) und μ And D (Katalogbezeichnung TYC 2798-502-1), die 12,90m, 11,40m und 11,04m hell sind und – von der Erde aus betrachtet – im Jahr 2012 etwa 51,8, 28,5 und 260,0 Bogensekunden vom hellen Hauptstern entfernt standen. Es handelt sich jedoch um scheinbare Begleiter, die nur zufällig auf derselben Sichtlinie stehen und beträchtlich weiter als μ And, nämlich etwa 5600, 1450 und 1510 Lichtjahre von der Erde entfernt sind.